# Dieter Senghaas
Dieter Senghaas (* 27. August 1940 in Geislingen an der Steige) ist ein deutscher Politikwissenschaftler sowie Friedens- und Konfliktforscher. Als Professor lehrte und forschte er an der Goethe-Universität Frankfurt und der Universität Bremen.
Seine Forschung beschäftigte sich insbesondere mit dem Ost-West Konflikt sowie der strukturellen Ungleichheit zwischen dem Globalen Süden und Norden. Auf Basis seiner entwicklungspolitischen Forschung entwickelte Senghaas das zivilisatorische Hexagon.

## Leben
Senghaas studierte von 1960 bis 1967 Politik- und Sozialwissenschaften, Philosophie und Geschichte. Er promovierte 1967 in Frankfurt am Main zum Dr. phil. mit der Dissertation Kritik der Abschreckung. An das Studium schloss sich bis 1968 eine Tätigkeit als wissenschaftlicher Assistent an der Universität Frankfurt an, es folgte bis 1970 ein Forschungsaufenthalt in den USA, unter anderem bei Karl W. Deutsch an der Harvard University. Seit 1970 ist Senghaas Mitglied des wissenschaftlichen Beirats der Berghof Foundation.
1970 war er Teil des „Gründertrios“ des Leibniz-Instituts für Friedens- und Konfliktforschung in Frankfurt am Main, an dem er bis 1978 als Forschungsgruppenleiter arbeitete. Zwischen 1972 und 1978 war er zudem Professor an der Johann-Wolfgang-Goethe-Universität Frankfurt am Main.
Zwischen 1978 und 2005 war er Professor an der Universität Bremen und ab 1995 am dortigen Institut für interkulturelle und internationale Studien tätig. 1987 war er Preisträger des International Peace Research Award.
1986/87 und 1992/94 besaß Dieter Senghaas an der Stiftung Wissenschaft und Politik eine Forschungsprofessur.
Senghaas ist Ehemann der Soziologin Eva Senghaas-Knobloch.

## Wissenschaftliche Arbeit
Schwerpunkt seiner wissenschaftliche Tätigkeit sind die Internationalen Beziehungen und hier insbesondere Friedensforschung, Entwicklungsländerforschung und Konfliktforschung. 2007 kritisierte er, dass die Nationalismusforschung nicht mehr auf Standardwerke wie das des aus der Tschechoslowakei stammenden US-amerikanischen Autors Karl W. Deutsch zurückgreift.

### Arbeit über den Ost-West Konflikt
In den 1960er und Anfang der 1970er Jahre setzte sich Senghaas mit der Rüstungsdynamik und der Abschreckungsstrategie im Ost-West Konflikt auseinander. Senghaas erkannte in der Abschreckungskonstellation des Kalten Krieges eine autistische Struktur, welche, seiner Meinung nach, vor allem von innen und weniger von außen (internationale Prozesse) vorangetrieben wird.
Senghaas Abschreckungskritik und seine Analyse der Rüstungsdynamik/-kontrolle trugen zur Entwicklung der kritischen Friedensforschung bei.

### Arbeit über den Nord-Süd Konflikt
In seinen drei Sammelwerken Imperialismus und strukturelle Gewalt (1972), Peripherer Kapitalismus. Analysen über Abhängigkeit und Unterentwicklung (1974), Kapitalistische Weltökonomie. Kontroversen über ihren Ursprung und ihre Entwicklungsdynamik (1979) sowie in seinem 1977 erschienenen Buch Weltwirtschaftsordnung und Entwicklungspolitik. Plädoyer für Dissoziation versucht Senghaas die strukturelle Abhängigkeit der Peripherie von den Metropolen, oder vereinfacht gesagt die Abhängigkeit der Entwicklungsländer(Gebiete) von den politischen und ökonomischen Machtzentren im Zeitalter der Weltwirtschaft sichtbar zu machen.
Senghaas sieht einen Ausweg in der von außen (Druck der Industrieländer) und von innen (Interesse der Machteliten am Erhalt der vorhandenen Gesellschaftsstrukturen) geschaffenen Entwicklungshemmnisse in einer Dissoziation (zeitweilige Abkopplung, nicht Abschottung) vom Weltmarkt. In dieser Abkopplungsphase sollten sich die Entwicklungsländer auf die Entwicklung einer Wirtschaftsform konzentrieren, die sich auf die Befriedung der lokalen Bedürfnisse der eigenen Bevölkerung möglichst unter der Ausnutzung lokaler Ressourcen (damit meint Senghaas nicht das Streben nach Autarkie) stützt.
Mit dieser Sichtweise lehnte Senghaas die damaligen Vorstellung, dass die bloße Integration der Dritten Welt in die gegebene Weltwirtschaftsordnung die Entwicklungsprobleme der Dritten Welt lösen könnte, ab. Senghaas versuchte nun ab Mitte der 1970er Jahre seine Theorie durch die Analyse der sozialistischen Entwicklungsländer Albanien, VR China, Nordkorea und Kuba zu überprüfen. Für Senghaas stellt dabei Sozialismus nicht ein postkapitalistisches Produktionssystem dar. Vielmehr (unabhängig von den Absichten der jeweiligen Akteure/Regime) könne der Sozialismus gegebenenfalls eine wirtschaftliche Entwicklung vollbringen, welche unter kapitalistischen Bedingungen nicht wahrscheinlich wäre.
In seiner Analyse kam Senghaas jedoch zur Auffassung, dass die Entwicklung dieser Staaten anfangs positiv verlief, dann aber zunehmend durch ausgebliebene Reformen, ein immer komplexer werdendes System aus Wirtschaft und Gesellschaft und eine zunehmend unbewegliche politische Ordnung zum Erliegen kam (Ergebnis Mitte der 80er Jahre). Aus den Ergebnissen der Analyse sind in Zusammenarbeit mit Frankfurter Doktoranden mehrere Ländermonographien sowie ein Beitrag zum entwicklungsgeschichtlichen Stellenwert des Sozialismus entstanden.
Senghaas hat mit seinen Werken über die Möglichkeiten eigenständiger Entwicklungsprozesse in Abhängigkeit von den international gegebenen Bedingungen (ökonomische/politische) die entwicklungstheoretische Diskussion innerhalb der Internationalen Beziehungen in Deutschland maßgeblich mitgeprägt.
Eine weitere Fundierung erfuhr seine Entwicklungsforschung durch die historisch-vergleichende Untersuchung erfolgreicher und misslungener Entwicklungswege in Europa seit dem 18. Jahrhundert („Von Europa lernen“, 1982).
Als Ergebnis dieser Untersuchungen in unterschiedlichen empirischen Bereichen (Entwicklungsländer/Europa; Kapitalismus/Sozialismus) entfaltete Senghaas eine Entwicklungstheorie, die sich durch Mehrdimensionalität („konfigurative Analyse“) auszeichnet.

### Das zivilisatorische Hexagon (Kurzfassung)

Das zivilisatorische Hexagon von Dieter Senghaas

Ausführlicher Artikel siehe auch Zivilisatorisches Hexagon.
Das zivilisatorische Hexagon ging aus der Forschung über Entwicklungsländer und der Erforschung verschiedener Entwicklungspfade europäischer Staaten hervor. Es identifiziert sechs Bausteine für eine stabile, friedliche Gesellschaft:

1. das Gewaltmonopol, d. h. die Entprivatisierung von Gewalt, und dessen Legitimation, sprich die „Entwaffnung der Bürger“.
2. Rechtsstaatlichkeit beinhaltet die Kontrolle des Gewaltmonopols. Dies ist eine Voraussetzung dafür, dass das öffentliche Gewaltmonopol nicht despotisch missbraucht werden kann, denn ohne eine rechtsstaatliche Kontrolle wäre das Gewaltmonopol nichts anderes als eine Diktatur.
3. Interdependenz und Affektkontrolle. Hierunter fallen die wechselseitige Abhängigkeit zwischen den Mitgliedern einer Gesellschaft und ihre Selbstkontrolle in Konfliktsituationen. Wenn dies gegeben ist, nimmt die Wahrscheinlichkeit gewaltsamer Konfliktaustragungsformen ab.
4. Politische Teilhabe beinhaltet die demokratische Beteiligung der Bürger an Wahlen und anderen Entscheidungsfindungsprozessen. Ohne dieses Mitwirkungsrecht würde sich das Volk nicht an die vorgegebenen Spielregeln halten. Auch muss das durch das Volk entgegengebrachte, für die Legitimierung des Gewaltmonopols notwendige Vertrauen durch Gleichberechtigung abgesichert werden, was u. a. durch den vierten Baustein geschieht.
5. Verteilungsgerechtigkeit beinhaltet die Sicherung der Grundbedürfnisse eines jeden Menschen. Dazu kommt die Sicherung der sozialen Menschenrechte.
6. Kultur konstruktiver Konfliktbearbeitung. Hiermit sind die Fähigkeit zu Toleranz in einer multikulturellen Gesellschaft und die Bereitschaft zu kompromissorientierter Konfliktlösung gemeint.

In der Monographie „Zum Irdischen Frieden (2004)“ legt Senghaas eine umfassende Friedenstheorie dar.
Für die zwischenstaatliche Friedenssicherung bedarf es nach Senghaas weiterhin der Sicherstellung von vier Prinzipien:
- Schutz der Einzelstaaten vor Gewalt
- Schutz der Freiheit innerhalb der Einzelstaaten
- Schutz vor Not, Armut und Hunger
- Schutz vor Chauvinismus und Nationalismus (vgl. Senghaas 1994: S. 34 ff.)[4]

### Arbeit zu Musik und Frieden
Etwa seit dem Jahr 2000 hat sich Senghaas intensiv mit der Friedensproblematik in klassischer Musik auseinandergesetzt. „Klänge des Friedens. Ein Hörbericht“ (2001) bietet in einem publizistisch weithin unbearbeitet gebliebenen Themenbereich eine Orientierungshilfe, um sich der Friedensproblematik auf ungewöhnliche Art und Weise anzunähern. Unter systematischen Gesichtspunkten zusammengetragen und interpretiert, bietet der Band Einblicke in die sehr unterschiedliche Bearbeitung von Krieg und Frieden in der Musik.

### Arbeit zur Weltgesellschaft
Ein bleibendes Interesse von Senghaas war seit den frühen 1970er Jahren auf die Analyse der Makrostruktur der Welt gerichtet („internationales System“, „internationale Gesellschaft“, „Weltgesellschaft“), somit auf eine Welt-Analyse, die sämtliche Teilwelten wie Industriegesellschaften, Schwellenländer und Entwicklungsländer unterschiedlicher Ausprägung umfasst. In diesem Zusammenhang sind auch seine Auseinandersetzung mit Samuel P. Huntingtons These vom Kampf der Kulturen („clash of civilizations“) zu sehen, der Senghaas die empirisch plausiblere Beobachtung eines „clash within civilizations“ entgegensetzte („Zivilisierung wider Willen“, 1998). Auf die Analyse der Interdependenzen und Zerklüftungen in der heute real existierenden Welt sind die neuesten Arbeiten von Senghaas gerichtet, so in seinem Buch Weltordnung in einer zerklüfteten Welt (2012, edition suhrkamp):
„Die Struktur der Welt ist seit langem durch eine extreme Hierarchisierung und Abschichtung gekennzeichnet. Zerklüftungen sind in vielen Dimensionen zu beobachten. So besteht z. B. im Weltwirtschaftssystem eine dramatische Kluft zwischen der sogenannten OECD-Welt und dem ‚Rest der Welt‘. Während die erstere dicht und relativ symmetrisch unter sich vernetzt ist, ist die übrige Welt nach wie vor überwiegend asymmetrisch auf dieses Gravitationszentrum ausgerichtet. Diesem weiterhin weltpolitisch tonangebenden, in sich hochkoordinierten Gravitationszentrum (ca. 16 % der Weltbevölkerung) steht bisher kein vergleichbar koordiniertes kollektives oder auch nur regionales Machtzentrum gegenüber. Die Zerklüftungen innerhalb der Nicht-OECD-Welt sind nicht weniger markant: Etwa 10 % der Weltbevölkerung lebt unter den Bedingungen von „Staaten“, die zusammengebrochen sind oder deren Zerfall ernsthaft droht. 37 % der Weltbevölkerung lebt allein in zwei Makrostaaten: China und Indien, weitere 37 % in ca. 130 Gesellschaften, die sich durch eine sogenannte begrenzte Staatlichkeit auszeichnen. Programmatiken über Weltordnung und Weltregieren müssen sich heute mit elementaren Sachverhalten dieser Art auseinandersetzen, ansonsten blieben sie weltflächig-abstrakt, folglich analytisch fragwürdig und letztendlich praktisch irrelevant. Weltordnungsprogrammatiken bedürfen somit, insofern sie wirklich auf die gesamte real existierende Welt bezogen sind, einer problemadäquaten Kontextuierung.“

## Auszeichnungen
- Göttinger Friedenspreis der Roland Röhl-Stiftung (1999).
- Ehrendoktorwürde Dr. rer. soc. h. c. der Universität Tübingen (2000).
- Kultur- und Friedenspreis der Villa Ichon, Bremen (2006).
- Leopold Kohr Preis des österreichischen Bundesministeriums für Wissenschaft und Forschung (2010).

## Publikationen
- Abschreckung und Frieden. Studien zur Kritik organisierter Friedlosigkeit. Europäische Verlagsanstalt, Frankfurt am Main 1969 (3. erweiterte Aufl. 1981).
- Politikwissenschaft. Eine Einführung in ihre Probleme. Europäische Verlagsanstalt, Frankfurt am Main 1969 (4. Aufl. Fischer Verlag 1973; Mithg.).
- Bibliographie zur Friedensforschung. Hrsg. von G. Scharffenorth und W. Huber. Kösel und Kaiser Verlag, Stuttgart/München 1970 (2. Aufl. 1973; Coautor).
- Zur Pathologie des Rüstungswettlaufs. Rombach Verlag, Freiburg 1970 (Hrsg.).
- Friedensforschung und Gesellschaftskritik. Hanser Verlag, München 1970 (2. Aufl. Fischer, Frankfurt am Main 1973; Hrsg.).
- Texte zur Technokratiediskussion. Europäische Verlagsanstalt, Frankfurt 1970 (2. Aufl. 1971; Mithg.).
- Kritische Friedensforschung. Suhrkamp, Frankfurt am Main 1971 (6. Aufl. 1981; Hrsg.).
- Aggressivität und kollektive Gewalt. Kohlhammer, Stuttgart 1971 (2. Aufl. 1972).
- Aufrüstung durch Rüstungskontrolle. Über den symbolischen Gebrauch von Politik. Kohlhammer, Stuttgart 1972.
- Imperialismus und strukturelle Gewalt. Suhrkamp, Frankfurt am Main 1972 (7. Aufl. 1987; Hrsg.).
- Rüstung und Militarismus. Suhrkamp, Frankfurt am Main 1972 (2. Aufl. 1982).
- Jahrbuch für Friedens- und Konfliktforschung. Bd. 2. Bertelsmann Verlag, Düsseldorf 1972 (Mithg.).
- Frieden in Europa? Zur Koexistenz von Rüstung und Entspannung. Rowohlt, Reinbek bei Hamburg 1973 (Coautor).
- Peace Research in the Federal Republik of Germany. In: Journal of Peace Research, Sondernummer 3/1973 (Hrsg.).
- Kann Europa abrüsten? Friedenspolitische Optionen der siebziger Jahre. Carl Hanser Verlag, München 1973 (Mithg.).
- Gewalt - Konflikt - Frieden. Essays zur Friedensforschung. Hoffmann & Campe Verlag, 1974.
- Overcoming Underdevelopment, Hamburg. In: Journal of Peace Research, Sondernummer 4/1975 (Hrsg.).
- Peripherer Kapitalismus. Analysen über Abhängigkeit und Unterentwicklung. Suhrkamp, Frankfurt am Main 1974 (2. Aufl. 1977; Hrsg.).
- Probleme des Friedens, der Sicherheit und der Zusammenarbeit. Pahl-Rugenstein, Köln 1975 (Mithg.).
- Multinationale Konzerne und Dritte Welt. Westdeutscher Verlag, Wiesbaden 1976 (Mithg.).
- Weltwirtschaftsordnung und Entwicklungspolitik. Plädoyer für Dissoziation. Suhrkamp, Frankfurt am Main 1977 (5. Aufl. 1987).
- Strukturelle Abhängigkeit und Unterentwicklung. Unterrichtsvorschläge. HSFK-Studie 1–3, Frankfurt 1978 (Coautor).
- Kapitalistische Weltökonomie. Kontroversen über ihren Ursprung und ihre Entwicklungsdynamik. Suhrkamp, Frankfurt am Main 1979, (2. Aufl. 1982) (Hrsg.)
- Strukturelle Abhängigkeit und Unterentwicklung am Beispiel Mozambiques. Verlag Wegener, Bonn 1980 (Coautor).
- Sozialismus-Diskussion. Eine Fortsetzung. In: Schwerpunktheft des „Leviathan“, Bd. 9, 1981, Nr. 2 (Hrsg.).
- Wiedersehen mit China nach zwei Jahren. Breitenbach-Verlag, Saarbrücken 1981 (Mithg.).
- Von Europa lernen. Entwicklungsgeschichtliche Betrachtungen. Suhrkamp, Frankfurt am Main 1982.
- Auf dem Wege zu einer Neuen Weltwirtschaftsordnung? Bedingungen und Grenzen für eine eigenständige Entwicklung. Nomos Verlag, Baden-Baden 1983 (Mithg.).
- Die Zukunft Europas. Probleme der Friedensgestaltung. Suhrkamp, Frankfurt am Main 1986.
- Europas Entwicklung und die Dritte Welt. Eine Bestandsaufnahme. Suhrkamp, Frankfurt am Main 1986 (2. Aufl. 1991; Coautor).
- The Quest for Peace. Transcending Collective Violence and War among Societies, Cultures, and States. Sage, London 1987 (Mithg.).
- Konfliktformationen im internationalen System. Suhrkamp, Frankfurt am Main 1988.
- Regionalkonflikte in der Dritten Welt. Fremdbestimmung und Autonomie. Nomos Verlag, Baden-Baden 1989 (Hrsg.).
- Europa 2000. Ein Friedensplan. Suhrkamp, Frankfurt am Main 1990 (2. Aufl. 1991).
- mit Martin Robbe (Hrsg.): Die Welt nach dem Ost-West-Konflikt. Geschichte und Prognosen. Berlin Akademie-Verlag 1990.
- Friedensforschung in Deutschland. Lagebeurteilung und Perspektiven für die neunziger Jahre. Arbeitsstelle Friedensforschung, Bonn 1990 (Mithg.).
- Soziale Verteidigung. Konstruktive Konfliktaustragung. Kritik und Gegenkritik. Verlag Haag. + Herchen, Frankfurt 1991 (Militärpolitik. Dokumentation. Heft 89/81; Coautor).
- Friedensprojekt Europa. Suhrkamp, Frankfurt am Main 1992 (3. Aufl. 1996).
- Wohin driftet die Welt? Über die Zukunft friedlicher Koexistenz. Suhrkamp, Frankfurt am Main 1994 (2. Aufl. 1996).
- Den Frieden denken. Si vis pacem, para pacem. Suhrkamp, Frankfurt am Main 1995 (Hrsg.).
- Frieden machen. Suhrkamp, Frankfurt am Main 1997 (Hrsg.).
- Zivilisierung wider Willen. Der Konflikt der Kulturen mit sich selbst. Suhrkamp, Frankfurt am Main 1998 (2. Aufl. 1998).
- Klänge des Friedens. Ein Hörbericht. Suhrkamp, Frankfurt am Main 2001.
- Friedenspolitik. Ethische Grundlagen internationaler Beziehungen. Piper Verlag, München 2003 (Mithg.).
- Frieden hören! Tübingen 2003 (CD-ROM; 2. Aufl. 2009).
- Zum irdischen Frieden. Erkenntnisse und Vermutungen. Suhrkamp, Frankfurt am Main 2004.
- Vom hörbaren Frieden. Suhrkamp, Frankfurt am Main 2005 (Mithg.).
- Global Governance für Entwicklung und Frieden. Dietz Verlag, Bonn 2006 (Mithg.).
- Konstruktiver Pazifismus im 21. Jahrhundert. Lit Verlag, Wien/Berlin 2006 (Hrsg.).
- Sektorale Weltordnungspolitik. Nomos Verlag, Baden-Baden 2009 (Mithg.).
- Den Frieden komponieren?. Schott Verlag, Mainz 2010 (Mithg.).
- Weltordnungspolitik in einer zerklüfteten Welt. Suhrkamp Verlag, Berlin 2012.
- Frieden hören. Musik, Klang und Töne in der Friedenspädagogik. Wochenschau Verlag, Schwalbach/Ts. 2013.